# 핵가족

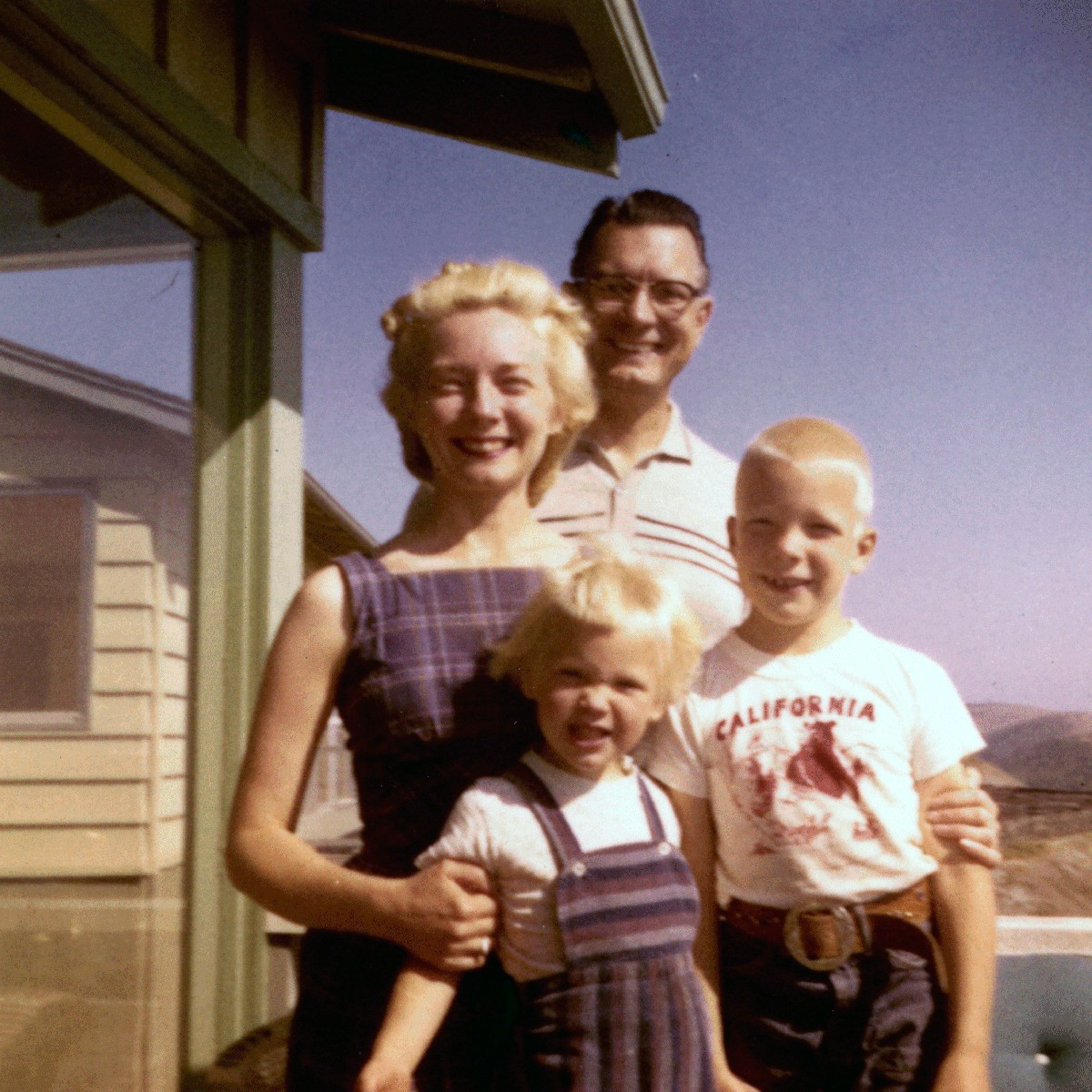

핵가족(核家族)은 부부와 미혼 자녀만으로 이루어진 가족이다.
핵가족은 그것이 비단 현대에만 존재하는 것은 아니고, 인간사회에는 언제나 보편적으로 존재하고 있는 것으로 생각되고 있다. 이것은 가족이라고 하는 집단은 기본적으로는 부부관계를 중심으로 하고, 거기에 부모 자식의 관계가 결합해서 이루어지는 하나의 핵이 있어 그것이 하나의 단위를 이루고 있다.
대가족과 같은 가족집단도 그것은 몇 개의 핵적 가족의 모임이라고 생각할 수가 있다. 이 대가족집단이 근대사회에서 현대사회로 발전해 가는 가운데에서 차차 따로따로의 핵적 가족으로 분열해 가고 있다.
핵가족화의 진척은 그 나라의 경제적인 발전을 기본적 요인으로 하면서 사회적 제반 제도나 사람들의 사상이나 의식정도와 깊은 관련이 있다. 즉, 경제적인 발전이 있으면 각각 부부가족으로서 독립하여 생활을 영위할 수가 있게 되는 것이지만 경제적 발전이 낮은 나라에서는 당연히 많은 가족원의 협력이나 공동노동에 의하여 상호간 협조하지 않으면 안된다는 것이다. 또 부부가족으로서 독립해 갈 경우에 이것을 사회적으로 뒷받침하는 여러 가지 제도와 사상이 필요하다.

## 대한민국과 핵가족
대한민국에서는 1966년에 그 가구원수의 면에서 소규모화하고 있음을 알게 되었다. 핵가족은 단순히 가족원수의 축소 뿐만 아니라 그 내적 구성이 문제가 되는 것이지만, 대한민국의 경우 그것이 주택사정이나 직장형편 등, 혹은 장래에는 부모와 동거할 예정이나 젊은 동안만 별거한다는 식으로, 형태상 핵가족화하고 있는 경우가 있다.

## 같이 보기
- 씨족
- 대가족
- 가족의식
- 인간의 유대
- 의도적 공동체
- 가족사회학
- 구조기능주의